# Giovanni Alberti (Maler)
Giovanni Alberti (* 19. Oktober 1558 in Sansepolcro; † 10. August 1601 in Rom) war ein italienischer Maler der Renaissance.

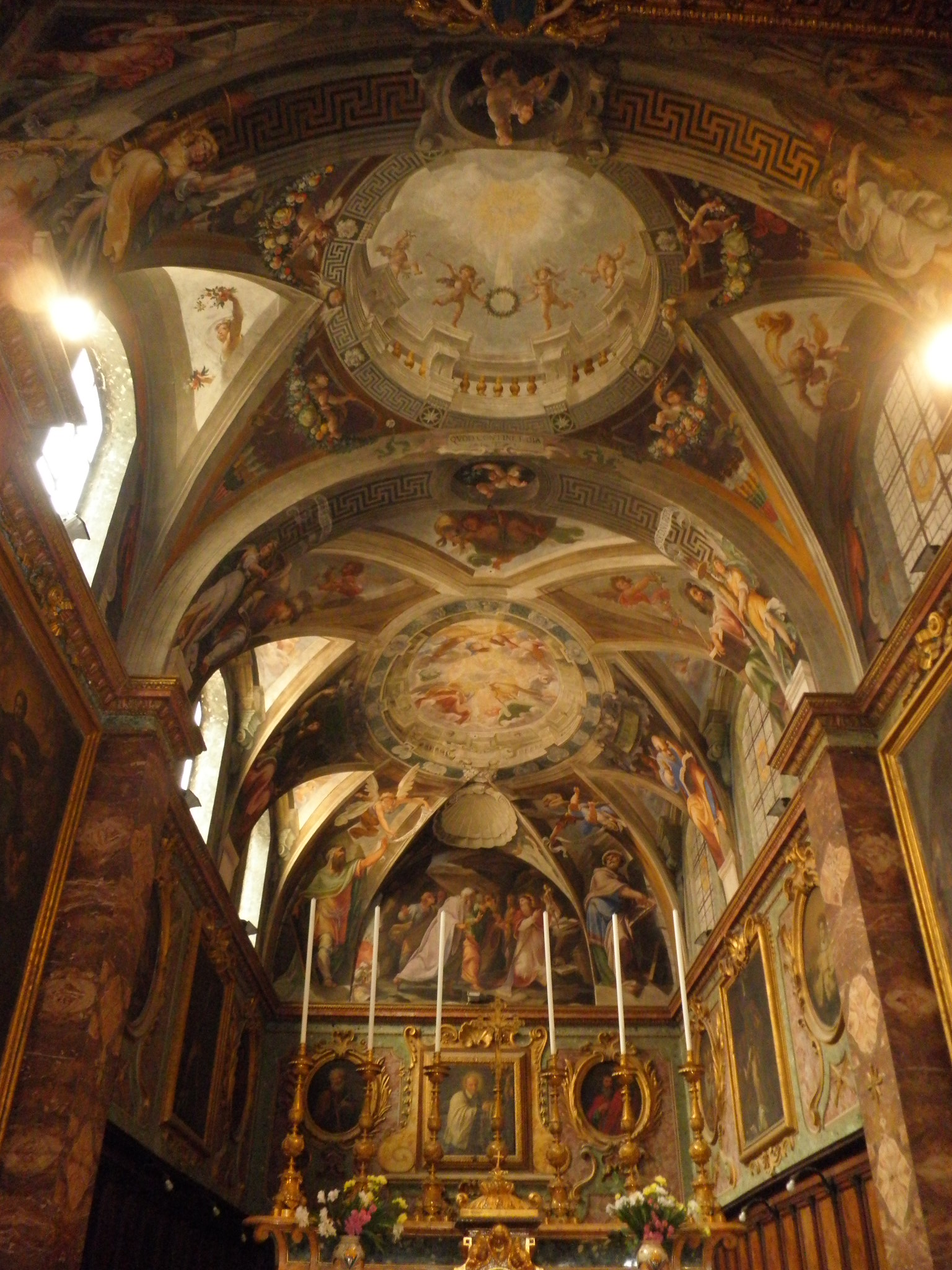
San Silvestro al Quirinale

Er war der Bruder des Malers und Graveurs Cherubino Alberti (1553–1615) und des Malers Alessandro Alberti (1551–1596) und Sohn des Malers und Architekten Alberto di Giovanni Alberti (1525–1599).
Er ging nach Rom, wo er mit seinen Brüdern für den Vatikan arbeitete, erst unter Gregor XIII. und dann unter Clemens VIII. Zum Beispiel waren sie an der Ausschmückung der Sala Clementina, Sala degli Svizzeri und Sala dei Palafrenieri Vecchia im Vatikan, der Sakristei der Lateranskirche und der Capella Maggiore von San Silvestro al Quirinale beteiligt. Giovanni Alberti war dabei für die Perspektive und Landschaft zuständig und galt auf diesem Gebiet als Meister (zum Beispiel würdigte ihn deshalb Ignazio Danti 1583). Außer in Rom arbeitete er in Sansepolcro, Mantua (Palazzo Ducale mit seinem Bruder Alessandro ab 1586), Perugia und Florenz.

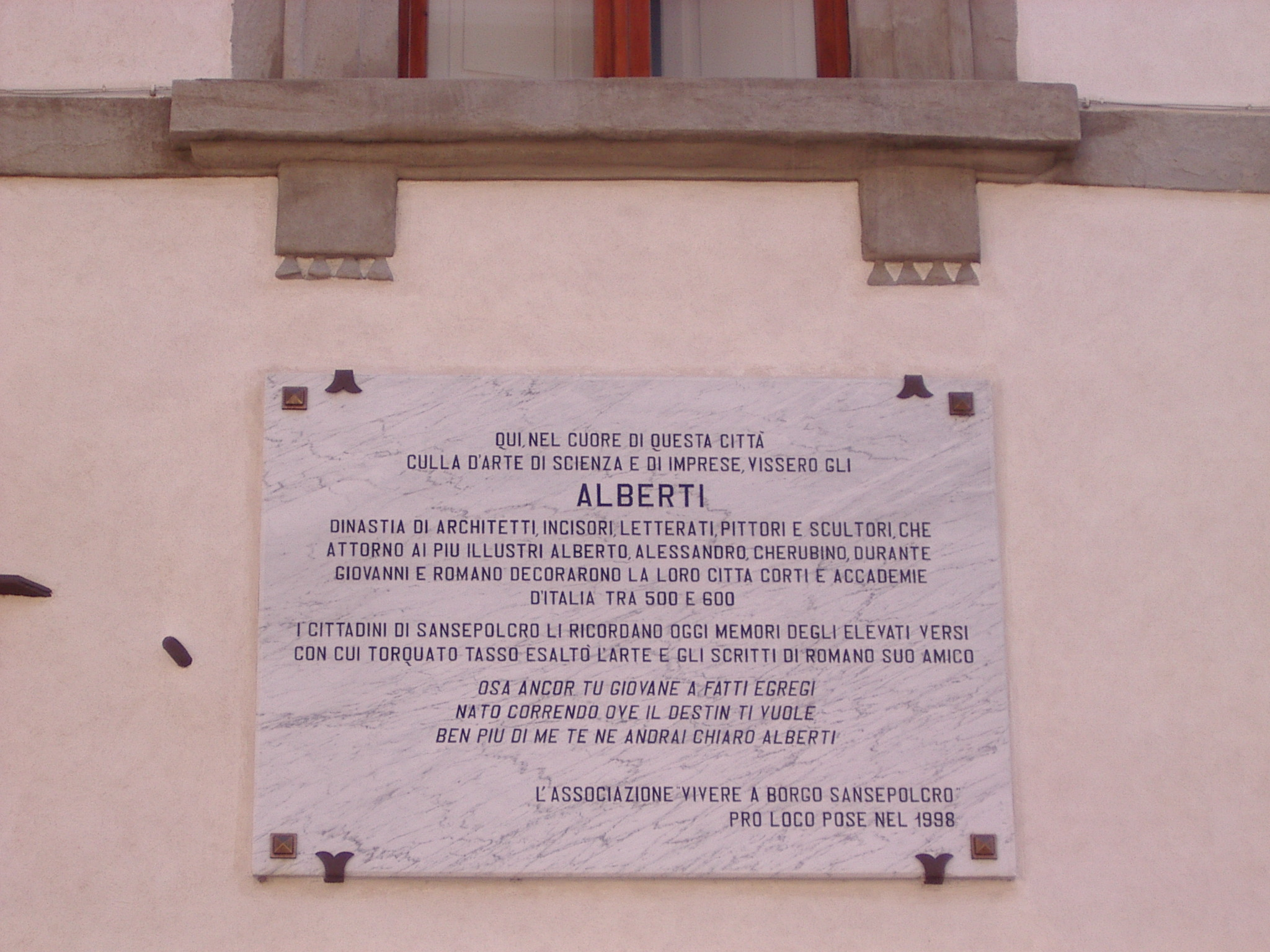
Erinnerungsplakette an die Albertis in Sansepolcro

Er liegt in der Chiesa di Santa Maria del Popolo in Rom begraben.